# 永安村组
永安村组是位于中国黑龙江嘉荫县一带的上白垩世地层，1979年由黑龙江第一区域地质调查大队命名。该地层以灰绿、黄灰色粉砂岩、细粒长石砂岩以及灰、黄灰色泥岩为主，间夹泥灰岩、石膏、褐煤层等。